# Avoncliff (stacja kolejowa)
Avoncliff – stacja kolejowa we wsi Avoncliff w hrabstwie Wiltshire na linii kolejowej Wessex Main Line. Na stacji nie zatrzymują się pociągi pośpieszne.

## Ruch pasażerski
Ze stacji korzysta 6088 pasażerów rocznie (dane za okres od kwietnia 2020 do marca 2021) i w ciągu pięciu lat liczba korzystających ze stacji podwoiła się. Posiada bezpośrednie połączenia z Bristolem, Bath Spa, Southampton, Weymouth i Salisbury. Pociągi odjeżdżają ze stacji na każdej z linii w odstępach co najwyżej godzinnych w każdą stronę.

## Obsługa pasażerów
Przystanek autobusowy, stacja nie dysponuje parkingiem samochodowym. Pasażerów wsiadających na tej stacji nie obowiązuje taryfa karna  Penalty Fares.